# Újszemere
Újszemere (ukránul: Сімерки) település Ukrajnában, Kárpátalján, az Ungvári járásban.

## Fekvése
Perecsenytől északkeletre, Drugetháza és Turjaremete közt fekvő település.

## Története
A 18. század végén Vályi András így ír róla: „SZEMERE. Ó, és Új Szemere. Két falu Ungvár Várm. földes Urok a’ Kir. Kamara, lakosaik külömbfélék, fekszenek egymáshoz közel, Ungvárhoz 3 1/2 mértföldnyire; határbéli földgyeik középszerűek.”
Fényes Elek 1851-ben kiadott geográfiai szótárában így ír a faluról: „Uj-Szemere, orosz falu, Ungh vmegyében, hegyek közt: 423 gör. kath., 10 zsidó lak., g. kath. paroch. templommal. F. u. a kamara.”
A trianoni béke előtt Ung vármegye Perecsenyi járásához tartozott. Az első világháborút követően a mesterségesen létrehozott Csehszlovákiához csatolták, majd 1938-tól ismét Magyarországhoz tartozott 1944 őszéig, amikor a szovjet csapatok megszállták.
Ennek következtében 1945-ben az Ukrán Szovjet Szocialista Köztársaság, s ezzel együtt a Szovjetunió részévé vált. 1991 óta a független Ukrajna része.

## Népessége
1910-ben 921 lakosából 10 magyar, 16 német, 895 ruszin volt; ebből 906 görögkatolikus, 15 izraelita volt.
| 2001 | 956 |

A népesség anyanyelv szerinti megoszlása a teljes népesség %-ában (2001)